# الثلج المجروش
'الثلج' المجروش هو حلوى قائمة على الجليد مصنوعة عن طريق حلق كتلة من الثلج مصنوعة من ثلج مجروش. وليس مجروشا في جزيرة هاواي الكبيرة. يشار إليها أيضا باسم "آيس شاف.